# Orazione nell'orto del Getsemani (Carpaccio)
L'Orazione nell'orto del Getsemani è un dipinto tempera su tavola (141x107 cm) di Vittore Carpaccio, datato 1502 e conservato nella Scuola di San Giorgio degli Schiavoni a Venezia.

## Storia
L'Orazione e la Vocazione di san Matteo furono commissionati all'artista veneziano nel 1502, quando la Scuola dei dalmati residenti o di passaggio a Venezia ricevette, con una solenne cerimonia del 24 aprile, una reliquia di san Matteo donata da Paolo Vallaresso, già Provveditore della Repubblica a Corone e Modone in Cipro. Le tele vennero completate velocemente e in quello stesso anno Carpaccio iniziò il ciclo di teleri con le storie degli altri santi protettori della confraternita: Girolamo, Giorgio e Trifone.

## Descrizione e stile
In un paesaggio petroso, dominato da una rupe sulla sinistra, Cristo sta pregando nell'orto del Getsemani, mentre al livello inferiore tre apostoli (Pietro, Giacomo e Giovanni) sono abbandonati al sonno. Curiosa è la posizione di Giovanni, che per ribadire la sua identificazione con l'evangelista tiene in mano un libro ed ha la testa appoggiata a una mano come se lo stesse leggendo, ma gli occhi sono chiusi. A destra si apre un profondo paesaggio dominato da toni cupi e notturni, in cui il buio è rotto dal bagliore delle torce dei soldati che stanno sopraggiungendo, lasciandosi alle spalle la città idealizzata di Gerusalemme.
La tela è caratterizzata da stilemi arcaici, legati all'esempio di Andrea Mantegna, che ha fatto talvolta supporre una datazione precedente a quella tradizionale, agli ultimi anni del XV secolo. L'uso riservato al colore è tuttavia moderno, con i particolari effetti atmosferici e la resa dell'atmosfera crepuscolare. Particolarmente tagliente è l'uso della linea, in contrasto con la maniera allora dominate del dolce tonalismo belliniano, soprattutto nei panneggi "accartocciati" e dai colori accesi di Pietro (a sinistra) e di Giovanni, in cui i bordi del cappuccio si accendono di suggestivi riflessi, oppure nel contorto albero che si staglia contro il cielo o negli arbusti che rigano qua e là la superficie delle rocce.
In basso a destra si trova uno stemma e il cartiglio con la firma e la data.